# Centro Sportivo Unión Juvenil
El Centro Sportivo Unión Juvenil, o simplemente Juvenil, es una institución social y deportiva con sede en la ciudad de Durazno, Uruguay. Fue fundado el 26 de mayo de 1911, su principal disciplina deportiva es el fútbol y el equipo milita en la Liga de Fútbol Ciudad de Durazno.

## Historia
El Centro Sportivo Unión Juvenil fue fundado el 11 de mayo de 1911, por entusiastas jóvenes que se juntaban a jugar a la pelota en la Plaza de las Carretas, hoy Parque Rodó. Entre sus fundadores se encontraban, entre otros, Enrique y Horacio De Marco, Beltrán Maytia, Blas Indarte, Felipe Flores y Segundo Scal. Desde la fundación de la Liga de Fútbol Ciudad de Durazno, dicho torneo lo ha tenido como uno de sus principales animadores junto a su clásico adversario, el Club Atlético Wanderers de la misma ciudad. En dicha liga Juvenil se coronó campeón en la primera edición del Liga de Fútbol Ciudad de Durazno en 1916 y en un total de 27 oportunidades, siendo el equipo más laureado de la competencia.

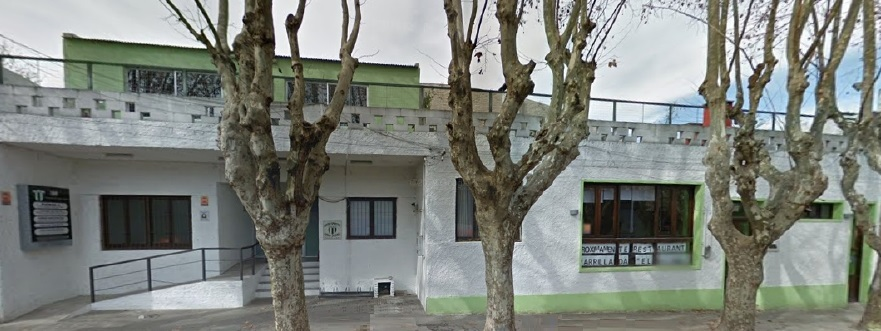
Actual sede social del Centro Sportivo Unión Juvenil, en calle Gral. Manuel Oribe.

### Sede Social
La primera sede social de Juvenil estuvo ubicada en calle 18 de Julio esquina Juan Zorrilla de San Martín, pegado al bar de Menotti Scala. Mudándose posteriormente hacía el sitio actual en calle Gral. Manuel Oribe entre calles Galarza y 4 de Octubre.

### Estadio
Juvenil contó con cancha propia, el Estadio “Enrique Demarco”. Fue el único hasta la inauguración del Estadio en el Campus Municipal en 1952 (hoy denominado Estadio Silvestre Octavio Landoni). Una larga tribuna ocupaba el lateral del campo de juego, de espaldas a la calle Eusebio Piriz y la boletería, junto al portón de acceso, en la esquina con calle Basilio Muñoz. Por los años 60 el estadio de Juvenil era también escenario de la liga local. Los fines de semana el barrio era una fiesta, cuando el fútbol llegaba. La selección roja tuvo a la cancha de Juvenil como escenario en numerosas ocasiones. La manzana que ocupaba este escenario deportivo estaba limitada por las, en ese entonces, calles 25 de Mayo (hoy Eusebio Piriz), Canelones (Basilio Muñoz), Soriano (Andrés Latorre) e Ibiray (Wilson Ferreira).

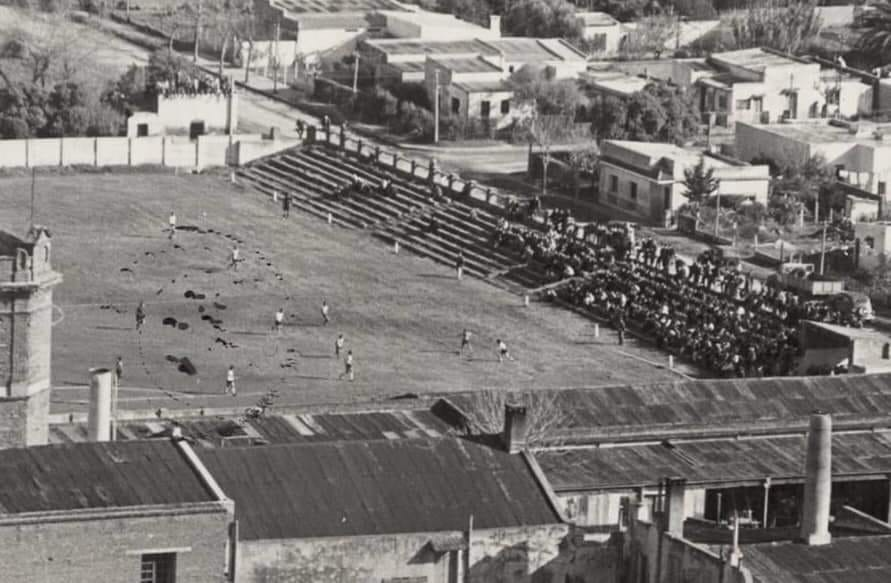
Estadio “Enrique Demarco”, escenario deportivo del Centro Sportivo Unión Juvenil.

## Uniforme
- Uniforme titular: Camiseta a rayas blancas y verdes, pantalón blanco, medias negras.
- Uniforme alternativo: Camiseta blanca con franja verde, pantalón blanco, medias verdes.

## Palmarés

### Torneos locales
- Campeón Liga de Fútbol Ciudad de Durazno (27): 1916, 1918, 1921, 1923, 1924, 1927, 1935, 1937, 1939, 1946, 1947, 1948, 1949, 1950, 1952, 1956, 1959, 1961, 1963, 1964, 1973, 1978, 1987, 1990, 2015, 2016, 2019.

### Torneos nacionales
- Subcampeón Campeonato Clubes del Interior en el año 2002.